# 2124
Năm 2124 (số La Mã: MMCXXIV) là một năm trong lịch Gregory, nó sẽ là năm thứ 2124 của Công nguyên hay của Anno Domini; năm thứ 124 của thiên niên kỷ 3 và năm thứ 24 của thế kỷ 22; và năm thứ năm của thập niên 2120.